# Amleto Cencioni

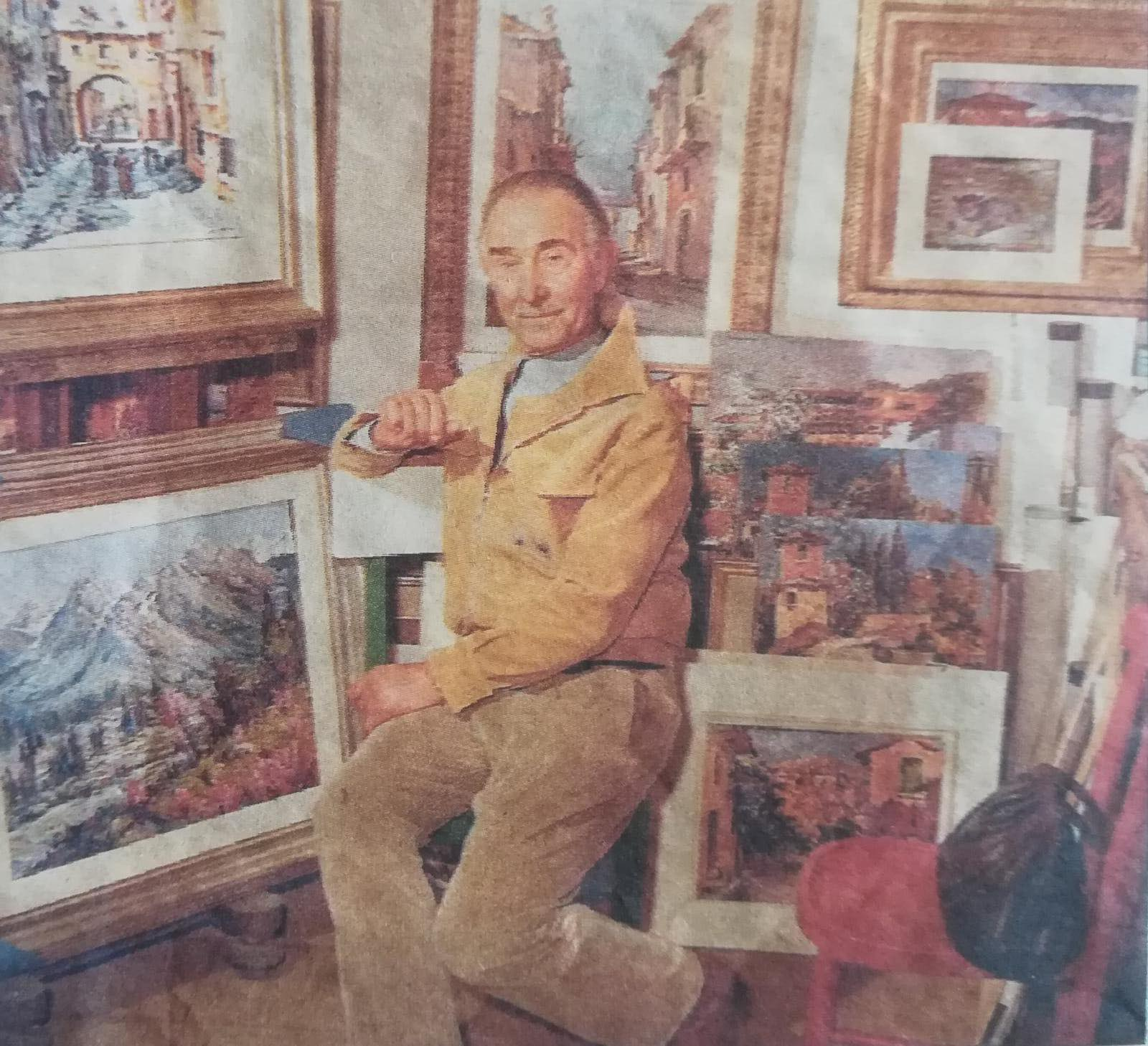
Amleto Cencioni nel suo studio

Amleto Cencioni (L'Aquila, 28 maggio 1906 – L'Aquila, 26 dicembre 1994) è stato un pittore, restauratore, decoratore e artigiano italiano.

## Biografia
Amleto Cencioni nacque all'Aquila il 28 maggio 1906 da Teresa Tavarozzi e Giuseppe Cencioni, artigiano del ferro e proprietario di una bottega per la costruzione di arredi. La frequentazione dell'ambiente di lavoro del padre lo portò, nella primissima infanzia, ad accostare colori e a disegnare e dipingere piccoli paesaggi nei tondi dei letti di lamiera che il padre verniciava. A quattordici anni l'istintiva capacità lo fece notare da Luigi Maddalena, allievo, insieme a Carlo Patrignani e Vivio Cavalieri, di Teofilo Patini.
Ampliò le sue conoscenze negli anni Venti presso lo studio di Domenico Cifani, a Roma, dove decorava per i Baroni Cappa di San Nicandro e all'Aquila presso la Villa Silvestrella per i Nobili Palitti.
Quando, a 26 anni, espose per la prima volta due piccole tele (un paesaggio ed una natura morta) trattate a spatola, nelle vetrine dell'Antica Profumeria Cerroni, al centro della sua città, i due piccoli pezzi restarono per molto al centro dell'attenzione e dell'interesse, tanto che, a firma di Cesare Dionisio, sulla prima pagina del quotidiano "La Tribuna", apparve una corrispondenza dall'Aquila dal titolo: "Amleto Cencioni: una bella promessa dell'arte". Fu la prima recensione di cui si ha traccia.
Dopo aver lasciato la bottega di Maddalena, diventato ormai autonomo come decoratore, Cencioni si inserì con questa specializzazione negli ambienti della Soprintendenza ai Monumenti, con cui, già nel 1928-1929, aveva collaborato al restauro degli affreschi della Sala Celestiniana nella Basilica di Collemaggio, sotto la guida dell'esperto Cesare Ventura.
In quel periodo partecipò a numerose mostre collettive organizzate dal Regime Fascista a Roma, Pescara e Milano; lavorò alla realizzazione di alcuni pannelli per la promozione dello zafferano di Navelli che sarebbero stati esposti in seguito alla mostra dei prodotti abruzzesi a Roma.
Fu poi chiamato alle armi a Pola, dove combatté sul fronte jugoslavo e contrasse la malaria, che lo afflisse per molti anni con diversi attacchi di febbre.
Nell'estate del 1944, a soli due mesi dalla liberazione dell'Aquila, insieme ad altri artisti (Vivio Cavalieri, Giuseppe Centi, Francesco Paolo Mancini, Fulvio Muzi, Fulvio Nardis, Pio Iorio e Silvio Santoro) fondò il Gruppo Artisti Aquilani, organizzando una prima mostra nella Sala Rossa del Teatro Comunale dell'Aquila (maggio-giugno 1945) ma, soprattutto, riuscì a non far trasformare il Forte Spagnolo dell'Aquila in una prigione: chiese al Ministero delle Belle Arti di poter restaurare a proprie spese una parte del Castello per adibirla a mostra d'arte avviando, successivamente, la scuola del restauro nel Castello stesso. Nello stesso periodo restaurò Casa Signorini Corsi (oggi museo), palazzi nobiliari, la Basilica di San Bernardino (che lo impegnò per oltre quattro anni), la Basilica di Bisenti, la Basilica di Sant'Antonio Abate in Paganica, Santa Maria Assunta in Bominaco, Rocca Calascio e Guardiagrele.

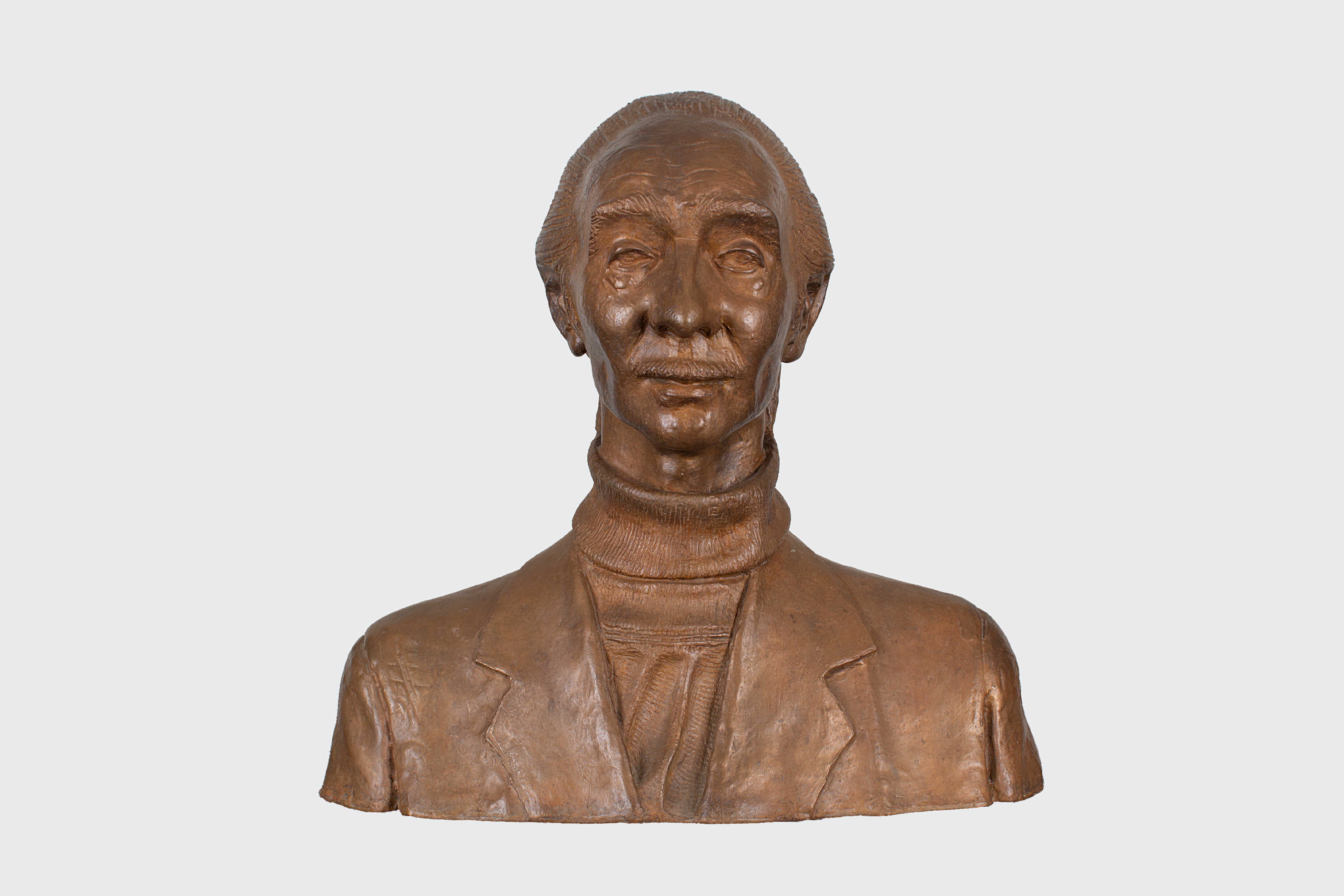
Busto bronzeo Cencioni (Pio Iorio)

Dal 1946 al 1956 partecipò a tutte le esperienze artistiche del dopoguerra, emergendo al punto da essere compreso, nel 1950, in una pubblicazione in lingua tedesca Robery Grabski ("Italienische Maler und Bildhauer"), nella quale Cencioni veniva presentato con una piccola opera raffigurante un momento del Calvario: "Der Kreuzweg".
Nel 1974 decise di affrontare il pubblico internazionale organizzando una grande mostra a Parigi e portando cinquanta opere. Molto preoccupato per il pubblico alquanto sofisticato, disse: "Chissà se riuscirò a far amare loro i nostri paesaggi, se capiranno che da noi c'è la neve sulle montagne e che i mandorli in fiore ci stanno davvero. Chissà se apprezzeranno il silenzio dei nostri poveri paesi di montagna e se capiranno che in estate i nostri campi sono giallo fuoco ed il sole scotta ed illumina immensamente tutto.".
La mostra fu un grande successo, pertanto il gallerista, un nobile di nome François De Vallombreuse, propose a Cencioni di spostare a proprie spese la mostra in un'altra sua galleria nel paese basco di Biarritz; anche qui il successo fu immediato e un gallerista americano propose a Cencioni di portare le sue opere al di là dell'oceano, a Palm Beach.
Nel maggio 1976 in Germania, durante la Mostra Internazionale di Colonia, gli venne assegnato il primo premio internazionale dell'UNESCO; durante il discorso di premiazione, il Direttore del Museo di Arte Contemporanea di Colonia definì Amleto Cencioni "Maestro del paesaggio abruzzese".
Nel 1984, presso il Palazzo del Turismo, la città di Milano dedicò una mostra a due grandi pittori abruzzesi (Cencioni e Michele Cascella), mettendo in primo piano il paesaggio di Amleto Cencioni. Nello stesso anno, Papa Giovanni Paolo II indisse un Anno Santo Straordinario e, per rendere omaggio al Sommo Pontefice e all'intera cristianità, il Corriere di Roma selezionò pittori e scultori italiani, raccogliendo documentazioni fotografiche degli artisti scelti e realizzando due volumi in pelle. Nel marzo di quell'anno, in un'udienza straordinaria, Giovanni Paolo II ricevette gli artisti ed i loro familiari nello spazio antistante il baldacchino papale in Piazza San Pietro, dinanzi a 60.000 fedeli, ringraziando gli artisti ed il Direttore Prof. Giuseppe Grimaldi donò i due volumi al Papa; tra questi artisti vi era anche Amleto Cencioni.
L'artista morì nella sua casa all'Aquila il 26 dicembre 1994, dopo aver dedicato la sua intera esistenza all'arte.

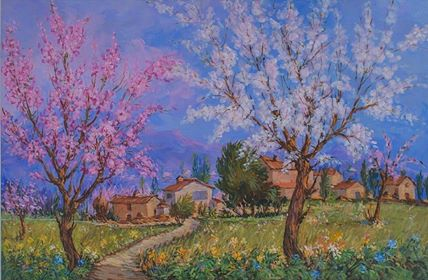
Primavera di Amleto Cencioni

Nel 1997 gli venne dedicata una via all'Aquila.

## Stile
Cencioni viene definito "Maestro del paesaggio abruzzese".
Egli partiva dal vero per poi elaborare ed interpretare nel suo animo ciò che stava dipingendo: la sua terra negli scorci solitari fatti di strade campestri, casolari, distese di campi e prati, mettendo su tela il semplice vivere quotidiano. Prediligeva la pittura en plein air, lasciandosi ispirare dal vasto territorio abruzzese, piantando il cavalletto all'aperto e cogliendo il variare delle stagioni e delle ore. Fondamentale, quindi, è l'utilizzo del colore con cui il pittore definiva luci ed ombre.
I colori della sua tavolozza sono brillanti e aiutano a rappresentare il paesaggio così come l'artista lo vedeva e lo sentiva. La luce, protagonista dei suoi quadri, è ottenuta da colori caldi come il rosso ed il giallo ed è diversa ad ogni stagione e ad ogni ora. Anche quando il pittore rappresentava i personaggi che animano i suoi luoghi, essi sono perfettamente integrati nel paesaggio: nei piccoli borghi come nelle campagne, ogni figura è sommaria, fatta di linee. Tutto è essenziale, ogni elemento è colto nella semplicità della sua pennellata sicura e pastosa.

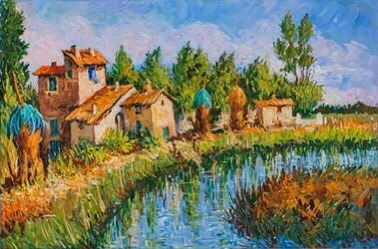
Estate. Campi di grano di Amleto Cencioni, olio su tavola

Cencioni non ha mai smesso la sua ricerca del colore e della luce della sua terra: le sue primavere, i fiori dei mandorli, la neve sul Gran Sasso, sono la prova della sua gioia di vivere.
Il suo stile, che si può definire impressionista, ha portato a conoscere l'Abruzzo nel mondo.

## Restauro
Cencioni collaborò con la Soprintendenza ai Beni Culturali dell'Aquila per oltre 30 anni.

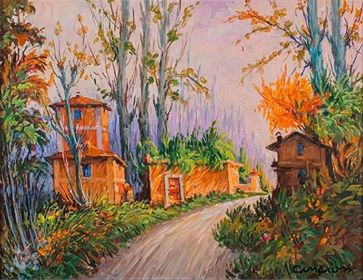
Tramonto autunnale controluce di Amleto Cencioni, olio su tela

Uno dei primi lavori di restauro pittorico fu quello del soffitto della Chiesa di San Bartolomeo (XV sec.) a Villa Popolo: soffitto di grande interesse artistico e storico che si compone di oltre 100 dipinti inseriti fra travi decorate che sorreggono il tetto. Il lavoro fu portato a termine in poco meno di 2 anni. L'architetto Dander, nel 1958 alla Soprintendenza dell'Aquila, definì il restauro "un autentico miracolo di passione e bravura che ha permesso di riportare alla luce le opere che Carolus Cortinus portò a termine nel 1684.". Restaurò inoltre l'Abbazia di Santa Maria Arabona a Manoppello e la Basilica Santa Maria del Colle a Pescocostanzo (XV sec.).
Importante il restauro del soffitto ligneo e della cupola della Cappella che custodisce il corpo di San Bernardino da Siena nell'omonima Basilica: mise mano su centinaia di metri quadri di tela, su un organo di straordinarie proporzioni e su superfici in legno da smontare, restaurare e ricomporre.
Nel 1968 la Soprintendenza poté comunicare al Ministero il completamento dell'opera: gli affreschi di Geronimo Cenatiempo nella cappella di San Bernardino, dopo la ripulitura e il restauro, lasciarono chiaramente vedere la data d'esecuzione (1711) e la firma dell'artista. Sul soffitto invece si poté leggere la data 1709.

## Esposizioni

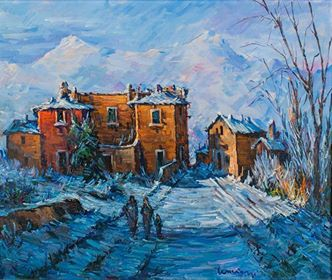
Nevicata su Pescocostanzo di Amleto Cencioni, olio su tavola

### Mostre personali
- Vetrina Cerroni, L'Aquila (1932);
- V Mostra interprovinciale d'Arte, Teramo (1932);
- Mostra Arti Popolari, L'Aquila (1933);
- Sala Eden, L'Aquila (1933, 1958, 1959, 1963, 1965, 1967, 1968);
- Collegio d'Abruzzo, L'Aquila (1969, 1970);
- Montecagno Hotel, Rocca di Cambio (1970);
- Capri Club, Capri (1971);
- Galleria d'Arte "La Sonda", L'Aquila (1972);
- Teatro Centrale, Roma (1973);
- Hermes studio d'Arte, Roma (1973);
- Palazzo Fanzago, Pescocostanzo (1974);
- Palazzo Comunale, Castel del Monte (1974);
- Galerie Mouffe, Parigi (1-15 ottobre 1974);
- Saletta Palizzi, Vasto (1974);
- Galleria Meravigli, Milano (1975);
- Galleria Verrocchio 2, Pescara (1975);
- Villa Rufolo, Ravello (1975);
- Centro d'Arte "Il Cubo", Lanciano (1975);
- Centro Culturale San Bartolomeo, Bergamo (1976);
- Omaggio del Comune dell'Aquila ai 70 anni di Amleto Cencioni, Galleria "La Sonda", L'Aquila (1976);
- Galleria Bolzani, Milano (1977);
- Primo Piano Culturale, L'Aquila (1977);
- Galleria Spinetti, Firenze (1977);
- Palm Beach, Florida (1977);
- Galleria d'Arte De Benedictis, Buenos Aires (1978);
- Galleria d'Arte "Centro Tori", Sassuolo (1978);
- Centro d'Arte Moderna, Pisa (1979);
- Museo Nazionale d'Arte Moderna Repubblica di Malta, Malta (1979);
- Galleria d'Arte S.K., Galatina di Lecce (1979);
- Palazzo Polverosi, Roma (1981);
- Galeria Maite Muñoz, Barcellona (2-16 dicembre 1981);
- Cité Universitaire, Parigi (1982);
- Accademia del Tetradramma, Palazzo Pignatelli, Roma (1982);
- Palazzo del Turismo, Milano (1984);
- British Art of Fair in the City, Bishopsgate Foundation, Londra (1985);
- Mostra antologica per gli ottanta anni di Cencioni, Museo d'Arte contemporanea del Castello Cinquecentesco, L'Aquila (1986);
- Grand Hotel des Bains, Riccione (1 luglio - 30 agosto 1989);
- Palazzo Ciccozzi, L'Aquila (11-27 dicembre 1993);
- Omaggio ad Amleto Cencioni, Maestro del paesaggio abruzzese, Castello Cinquecentesco, L'Aquila (22 dicembre 1995 - 7 gennaio 1996);
- Omaggio ad Amleto Cencioni, Maestro del paesaggio abruzzese, Scuola Sottufficiali della Guardia di Finanza, L'Aquila (12-30 maggio 1998);
- Amleto Cencioni, Maestro del paesaggio abruzzese, a dieci anni dalla scomparsa, Sala Caputo dei Padri Gesuiti, L'Aquila (dicembre 2004);
- Il paesaggio abruzzese, Roma (25 maggio - 5 giugno 2006);
- Mostra del Gruppo Artisti Aquilani a settanta anni dalla fondazione, Palazzetto dei Nobili, L'Aquila (9-31 maggio 2015);
- Retrospettiva di Amleto Cencioni a 25 anni dalla morte, Palazzo Cappa Cappelli, L'Aquila (21 agosto - 12 settembre 2019).

## Premi e riconoscimenti
- 1º premio Mostra d'Arte Sacra, Basilica di San Bernardino, L'Aquila (1947);
- 1º premio Mostra d'Arte Regionale Abruzzese (1969);
- 1º premio Coppa d'Argento, Santo Stefano di Sessanio (1970);
- 1º premio Mostra Internazionale, Premio Vesuvio, Napoli (1971);
- 6º classificato Prima Biennale d'Arte Europea, Premio Vesuvio '72, Napoli (1972);
- 2º premio Regionale di Pittura, L'Aquila (1972);
- Medaglia d'oro Seconda Biennale d'Arte Abruzzese (1973);
- Medaglia Estate d'Arte '74 diploma d'onore, Premio Nazionale di Pittura Figurativa, Santa Margherita Ligure (1974);
- Targa d'argento, Busto Arsizio (1974);
- 6º premio, Premio Internazionale d'Arte, Atene (1974);
- Diploma d'onore, Salone Internazionale, Parigi (1975);
- Diploma d'onore, Vallombreuse Art Exibit, Palm Beach, Florida (1976);
- Medaglia d'oro, Amministrazione Comunale dell'Aquila per il 70 anni di Amleto Cencioni, L'Aquila (1976);
- 1º premio Mostra Internazionale d'Arte Contemporanea, Colonia (1976);
- 3º premio Mostra Internazionale Autunno Lombardo '76, Milano (1976);
- 2º premio, Primo Premio "G. D'Annunzio", Pescara (1977);
- 2º premio, Rassegna Internazionale di Pittura, Lugano (1977);
- Trofeo d'Autunno, Santa Margherita Ligure (1977);
- Premio Targa d'oro, Dubrovnik (1981);
- 1º Premio, Lussemburgo (1982).